# Al-Latma
Latmana (tiếng Ả Rập: اللطمة) là một ngôi làng Syria nằm ở phó huyện Tell Salhab ở huyện Al-Suqaylabiyah, Hama. Theo Cục Thống kê Trung ương Syria (CBS), Latmana có dân số 406 người trong cuộc điều tra dân số năm 2004.